# Wolf Sharing Food Market

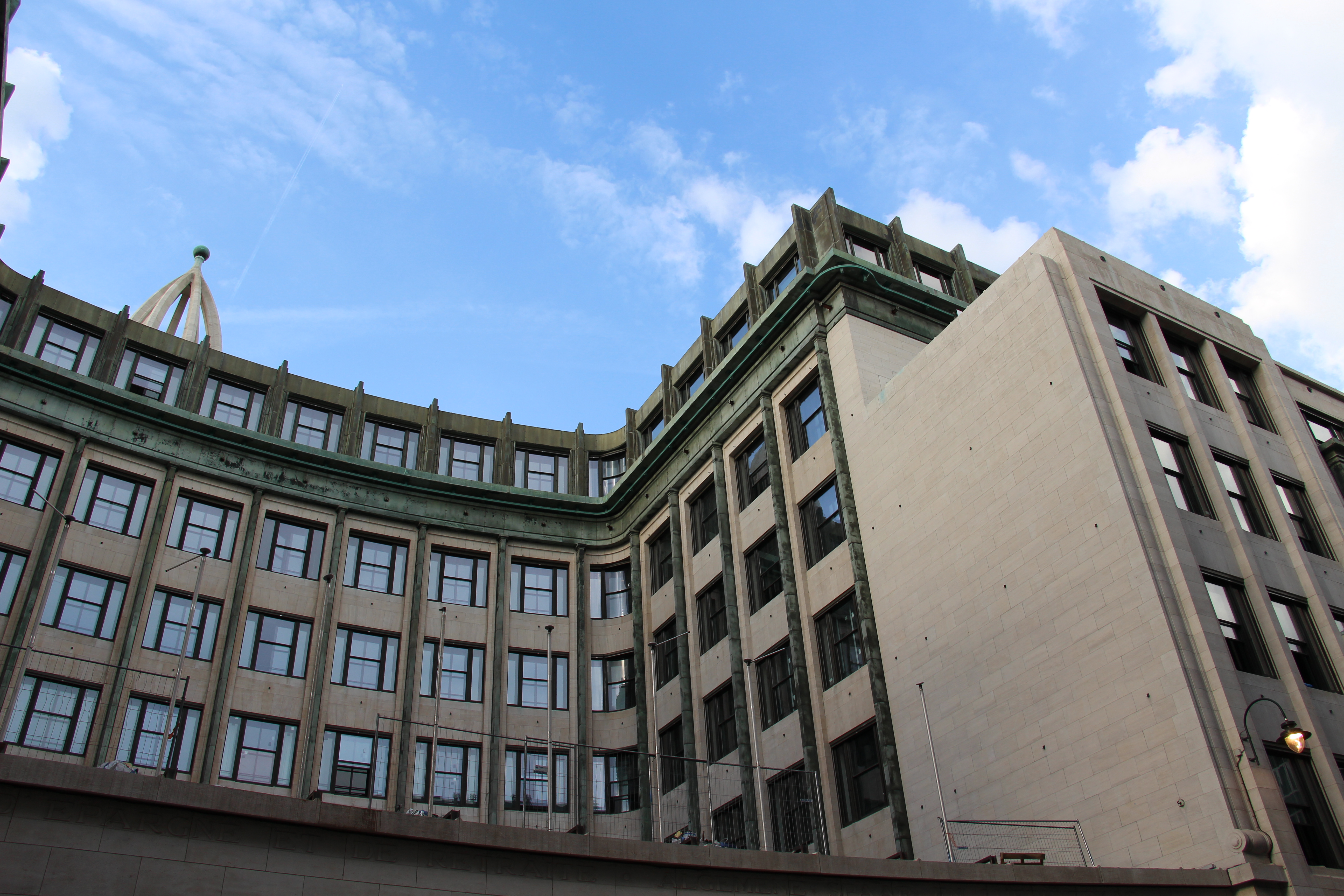
Wolf food market op gelijkvloers van het Gebouw Chambon, gebouwd van 1947 tot 1953 naar plannen van Alfred Chambon

Wolf Sharing Food Market is een hal met verschillende eetstandjes en een centrale bar in de Brusselse Chambon stadswijk.

## Geschiedenis
Eind 2018 kwamen stad Brussel en vastgoedgroep Immobel overeen om een foodmarket te openen in de  voormalige ASLK-lokettenzaal van 2.650 m². Thierry Goor stond in voor de uitwerking en besloot met interieurarchitect Lionel Jadot om de markt voor biologische en lokale producten uit te breiden met eetstandjes in 17 voormalige loketten. Op 14 december 2019 opende de foodmarket met een centrale bar, 800 zitplaatsen, een microbrouwerij en toegang tot de binnentuin. De coronacrisis in België zorgde voor een verplichte sluiting op 14 maart 2020. Kort na de heropening van de horeca in juni werd de bio-voedingswinkel The Food Hub vervangen door twee nieuwe eetconcepten. Mede met oog op social distancing zorgde dit voor een uitbreiding van 188 zitplaatsen. Begin augustus sloot Wolf evenwel opnieuw voor een maand omwille van te lage bezoekersaantallen.